# さきがけ (探査機)
さきがけ（MS-T5）は日本宇宙科学研究所が初めて打上げた惑星間空間探査機（人工惑星）である。開発・製造は日本電気が担当した。1985年1月8日に鹿児島宇宙空間観測所よりM-3SIIロケット1号機で打上げられた。
さきがけは、ハレー彗星を探査する すいせい（PLANET-A）の試験探査機として打上げられた。ハレー彗星探査の他に、新たに改良された M-3SIIロケット性能確認や深宇宙探査技術習得などを目的としていた。姉妹機であるすいせいと異なり、さきがけには撮像装置は搭載されていない。
さきがけ打上げに先立つ1984年10月31日には、PLANET計画のための受信アンテナとして臼田宇宙空間観測所が新設され、64 mパラボラアンテナが建設された。
1986年3月11日には国際協力による探査機群・ハレー艦隊の一員としてハレー彗星に699万 kmまで接近し、彗星付近の太陽風磁場やプラズマを観測した。
1987年に日本探査機としては初の地球スイングバイを行って軌道を変更、1992年1月7日 - 1月9日に掛けての地球スイングバイ（最近接距離8万キロ）で、日本探査機として初めて、地球磁気圏の尾部から頭部へと突き抜ける磁気圏断面観測を行った。
1992年の地球スイングバイによって、さらに軌道を変更した“さきがけ”は、地球と並走して太陽を公転する軌道へ投入された。以降の“さきがけ”は、時折、地球の引力圏内（約150万 km）に入りながら、地球からの距離を4000万 km以内に保ち、太陽風と地球磁気圏との相互作用観測を行った（これは、元々地球近傍にて太陽風と地球磁気圏の相互作用観測を行っており、その後月スイングバイによりハレー彗星観測を行ったISEE-3と全く逆の経緯である）。
1998年にはジャコビニ・ツィナー彗星への接近観測を行う計画も検討されたが、推進剤が不足していたために断念され、1999年1月8日に探査機の送信機が停止され、運用終了した。